# Tulbaghia cominsii
Tulbaghia cominsii es una especie de planta perteneciente a la familia de las amarilidáceas. Es originaria de Sudáfrica donde se distribuye por la Provincia del Cabo.

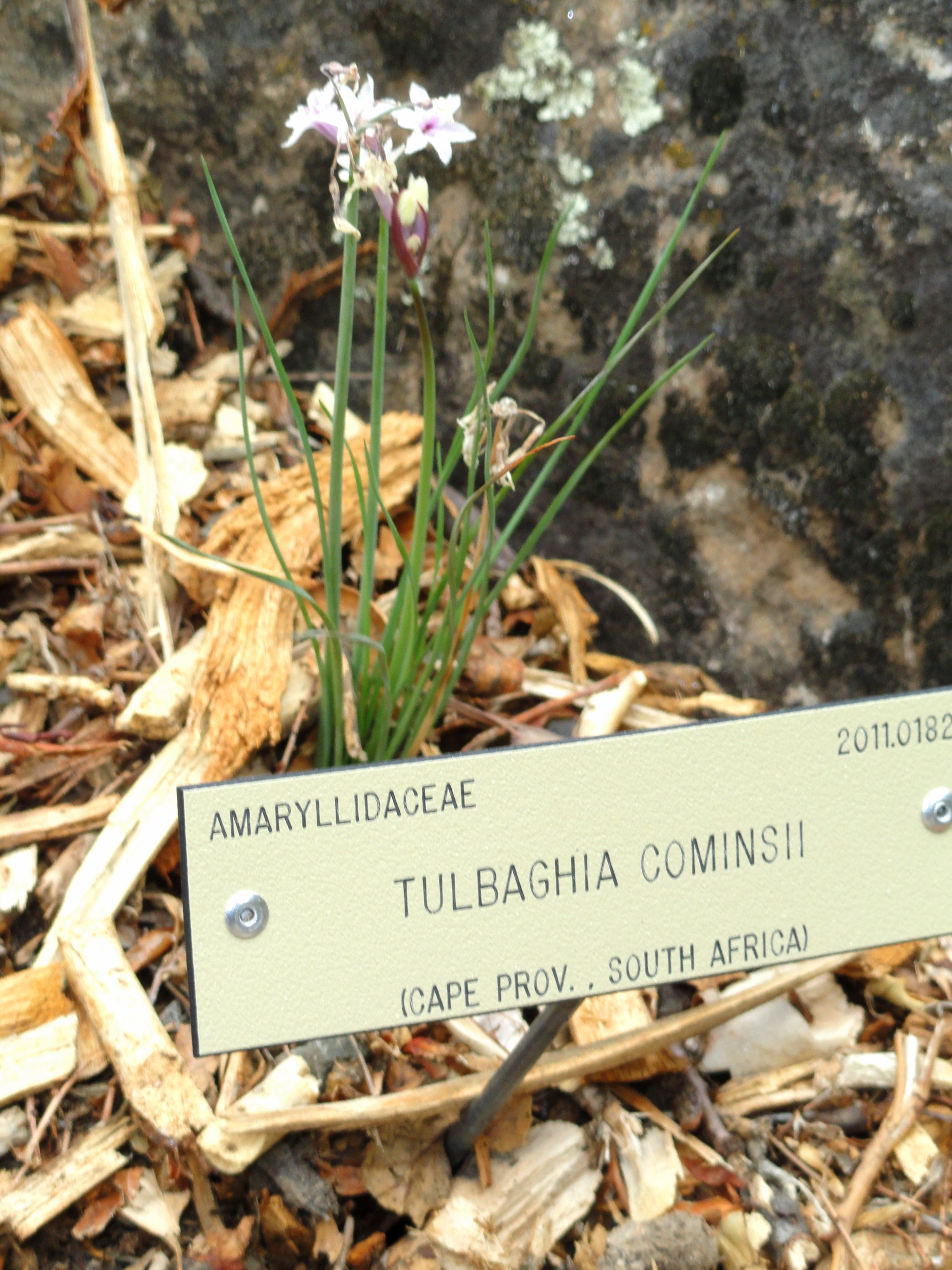
Vista de la planta

## Descripción
Es una planta perenne, herbácea, que alcanza un tamaño de 0.09 - 0.2 m de altura. Tiene  flores blancas estrelladas que huelen a clavo de olor. Se limita a unas pocas poblaciones cerca de King William's Town donde crece entre las rocas en un afloramiento de dolerita. Se encuentra a una altitud de hasta 400 m en Sudáfrica.

## Taxonomía
Tulbaghia cominsii fue descrita por Canio G. Vosa y publicado en Journal of South African Botany 45(2): 128 (1979). 1979.
Etimología
Tulbaghia: nombre genérico que fue nombrado en honor de Ryk Tulbagh (1699-1771), que fue gobernador en el Cabo Buena Esperanza.
cominsii: epíteto